# Jakub Prażmowski
Jakub Prażmowski herbu Belina (ur. w Prażmowie – zm. w 1457 roku) – pleban sobikowski w roku 1422, prażmowski w roku 1428, dolski od 1432, został w roku 1428 poznańskim wikariuszem katedralnym.
Do śmierci w roku 1457 kanonik i archidiakon śremski.